# عكرمة بن خالد
عكرمة بن خالد بن العاص بن هشام بن المغيرة القرشي المخزومي المكي التابعي المتفق على توثيقه.أخ الشاعر الحارث بن خالد, سمع ابن عمر، وابن عباس، وسعيد بن جبير. روى عنه عمرو بن دينار، وحنظلة بن أبى سفيان، وابن طاووس، وقتادة، وخلائق غيرهم. روى له البخاري. توفى بعد عطاء بن أبي رباح عام 115 هـ.

## نسبه
- هو :«عِكْرِمَةُ بْنُ خَالِدِ بْنِ الْعَاصِ بْنِ هِشَامِ بْنِ الْمُغِيرَةِ بْنِ عَبْدِ اللَّهِ بْنِ عُمَرَ بْنِ مَخْزُومٍ بن يقظة بن مرة بن كعب بن لؤَي بن غالب بن فهر بن مالك بن النضر بن كنانة بن خزيمة بن مدركة بن إلياس بن مضر بن نزار بن معد بن عدنان»

- أمه .«ابنه كليب بن حزن بن معاوية بن خفاجة بن عمرو بن عقيل بن كعب بن عامر بن صعصعة»[2]

## روايته للحديث النبوي
- روى عن: إبراهيم بن سعد بن أبى وقاص، وأبيه خالد بن العاص، وسعيد بن جبير، وأبى الطفيل عامر بن واثلة، وعبد الله بن عباس، وعبد الله بن عمر بن الخطاب، ومالك بن أوس بن الحدثان، والزهرى، ومات قبله، ويحيى بن سعد بن أبى وقاص، وأبى هريرة، وابن جريح وآخرين.
- روى عنه: إبراهيم بن مهاجر البجلى، وأيوب السختيانى، وتوبة العنبرى، وعامر الأحول، وعبد الله بن طاووس، وعبد الرحمن الأوزاعى، وعبد الملك بن جريج، وعمرو بن دينار، وهو من أقرانه، وقتادة، ومحمد بن إسحاق بن يسار، وآخرون
- الجرح والتعديل: قال أبو زرعة الرازي: «ثقة»، وقال أحمد بن حنبل: «ثقة لم يسمع من ابن عباس وعمر»، وقال النسائي: «ثقة»، وقال ابن حجر: «ثقة»، والبخاري وثقة، وقال الواقدي: «ثقة»، وقال يحيى بن معين: «ثقة»[3][4]